# Kantanos
Kantanos o anche Kandanos (in greco Κάνδανος?) è un ex comune della Grecia nella periferia di Creta (unità periferica di La Canea) con 1 607 abitanti secondo i dati del censimento 2001.
Come comune è stato soppresso a seguito della riforma amministrativa, detta Programma Callicrate, in vigore dal gennaio 2011 ed è ora compreso nel comune di Kantanos-Selino.
Nel 3 giugno 1941, con la conclusione della battaglia di Creta, il paese è stato incendiato dalle forze naziste di occupazione e 180 civili sono stati fucilati. In ricordo della distruzione i nazisti eressero tre insegne commemorative, forse unica testimonianza di atti di violenza posta dagli stessi carnefici.

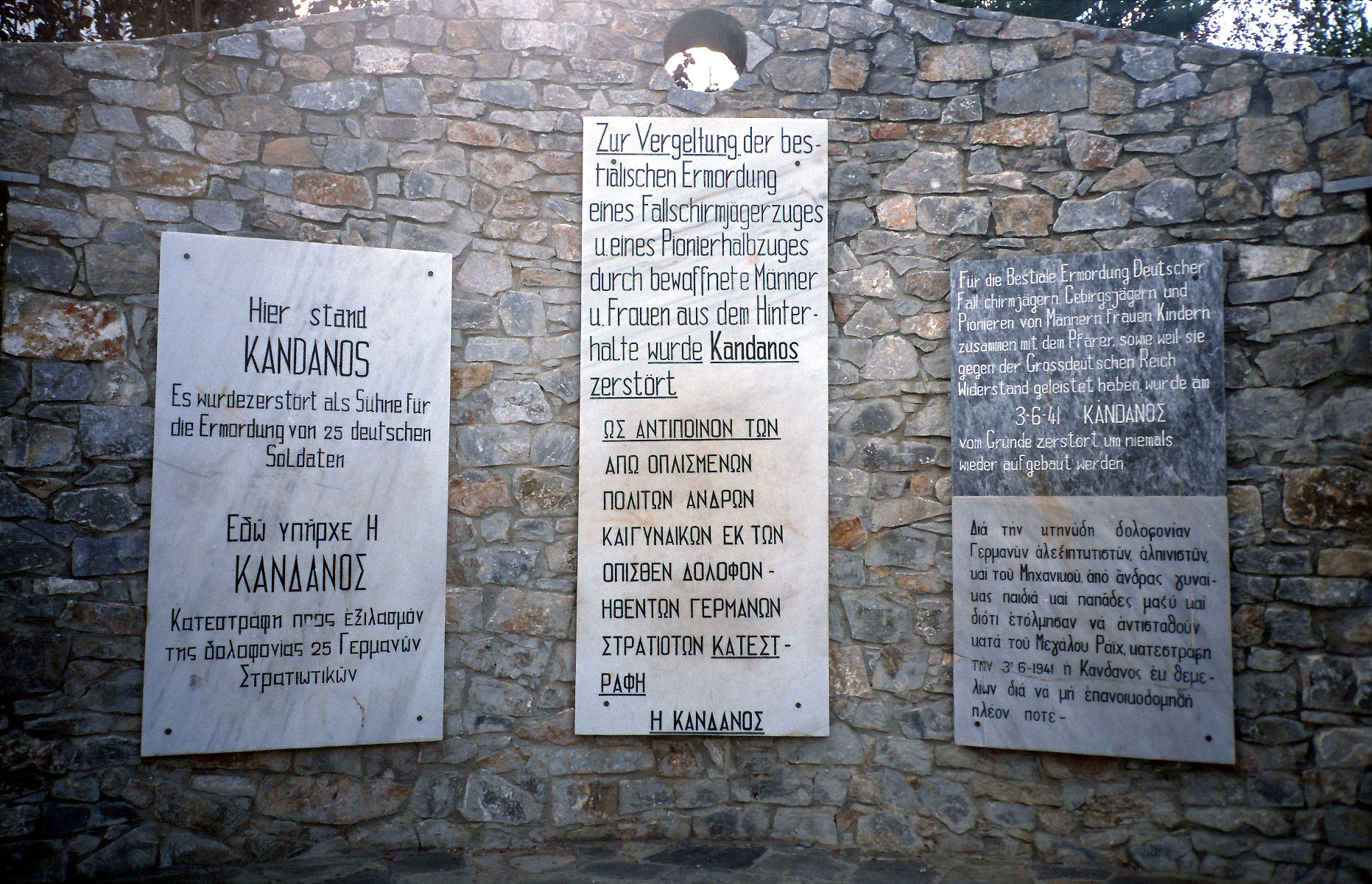
Immagine delle iscrizioni naziste. Quella a sinistra recita: Qui sorgeva Kandanos, distrutta come punizione per l’uccisione di 25 soldati tedeschi. Mai verrà ricostruita. In quella di destra: Il 3 giugno 1941 il villaggio di Kandanos è stato cancellato dalla faccia della terra, per non essere ricostruito mai più. Si tratta di una rappresaglia per l’assassinio di paracadutisti, alpini e soldati del genio tedeschi, da parte di uomini, donne e parroci che hanno scelto di mettersi di traverso sulla strada del Reich,

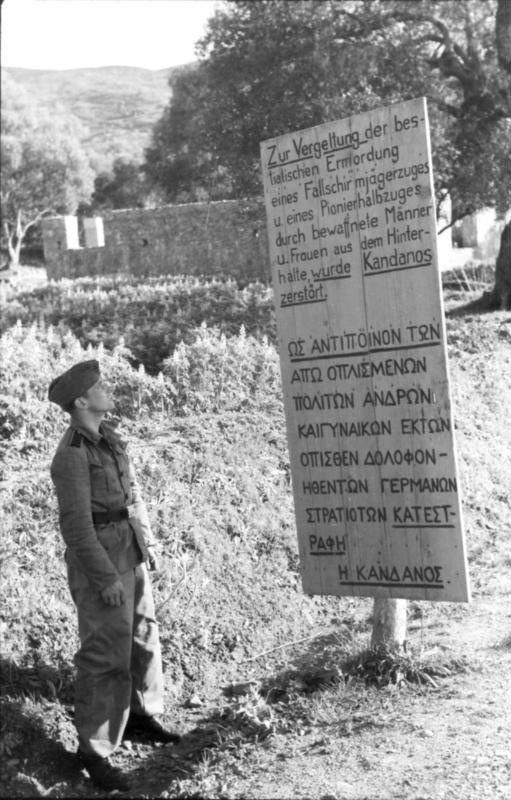
Soldato tedesco davanti al cartello che recita in tedesco e in greco: Kandanos è distrutta come rappresaglia per l'assassinio di soldati tedeschi da parte di civili, uomini e donne, armati